# Eric S. Maskin

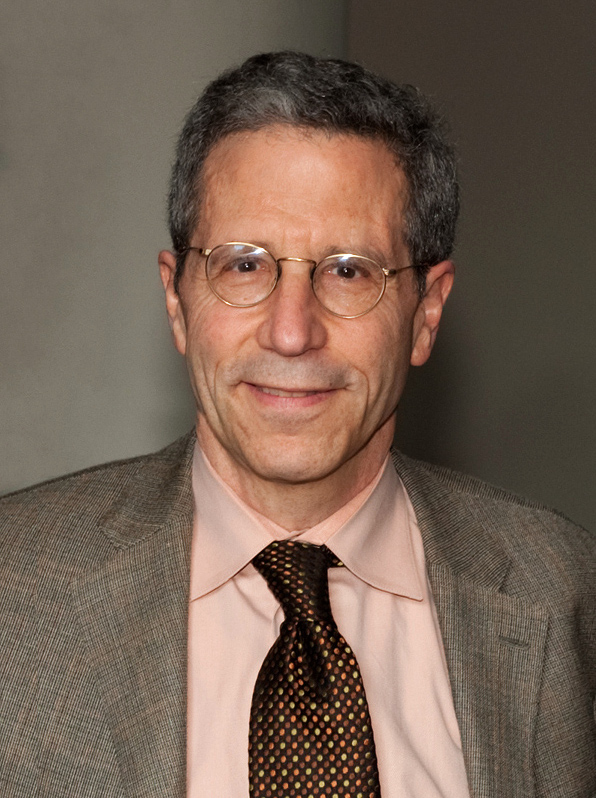
Eric Maskin anlässlich einer Lesung am Ithaka Science Center, Venlo, Niederlande (2009)

Eric Stark Maskin (* 12. Dezember 1950 in New York City) ist ein US-amerikanischer Wirtschaftswissenschaftler. Er ist „Adams University Professor“ und Professor für Wirtschaftswissenschaft und Mathematik an der Harvard University. Eric S. Maskin ist Harvard- und Cambridge-Absolvent.
Ihm wurde 2007 gemeinsam mit Leonid Hurwicz und Roger Myerson für die Arbeit beim Entwurf ökonomischer Mechanismen der von der Schwedischen Reichsbank in Erinnerung an Alfred Nobel gestiftete Preis für Wirtschaftswissenschaften, Nobelpreis für Wirtschaftswissenschaften, zuerkannt.

## Leben
Eric S. Maskin besuchte die Harvard-Universität, wo er 1972 seinen Bachelor für Mathematik, 1974 seinen Master für angewandte Mathematik und im selben Fach 1976 seinen Ph. D. erhielt. Von der Universität Cambridge wurde ihm 1977 ehrenhalber ein Master verliehen. 1977 wurde er Dozent am Massachusetts Institute of Technology (MIT) und wurde ebenda 1980 zum außerordentlichen und 1981 zum ordentlichen Professor für Wirtschaftswissenschaften. 1983 wurde er Sloan Research Fellow. 1984 verließ er das MIT und wurde Professor in Harvard, wo er 1997 zum Louis Berkman Professor of Economics ernannt wurde. 2000 wechselte er ans Institute for Advanced Study in Princeton. Seit 2012 ist er Professor für Wirtschaftswissenschaft und Mathematik in Harvard.
Maskin ist verheiratet und hat zwei Kinder.

## Auszeichnungen
1994 wählte man ihn in die American Academy of Arts and Sciences, 2003 in die British Academy und 2008 in die National Academy of Sciences. Ihm wurde 2007 gemeinsam mit Leonid Hurwicz und Roger Myerson für die Arbeit beim Entwurf ökonomischer Mechanismen der von der Schwedischen Reichsbank gestiftete Alfred-Nobel-Gedächtnispreis für Wirtschaftswissenschaften verliehen. Hurwicz gilt als Begründer der Theorie; Maskin und Myerson hatten sie wesentlich weiterentwickelt.